# 新小岩ルミエール商店街

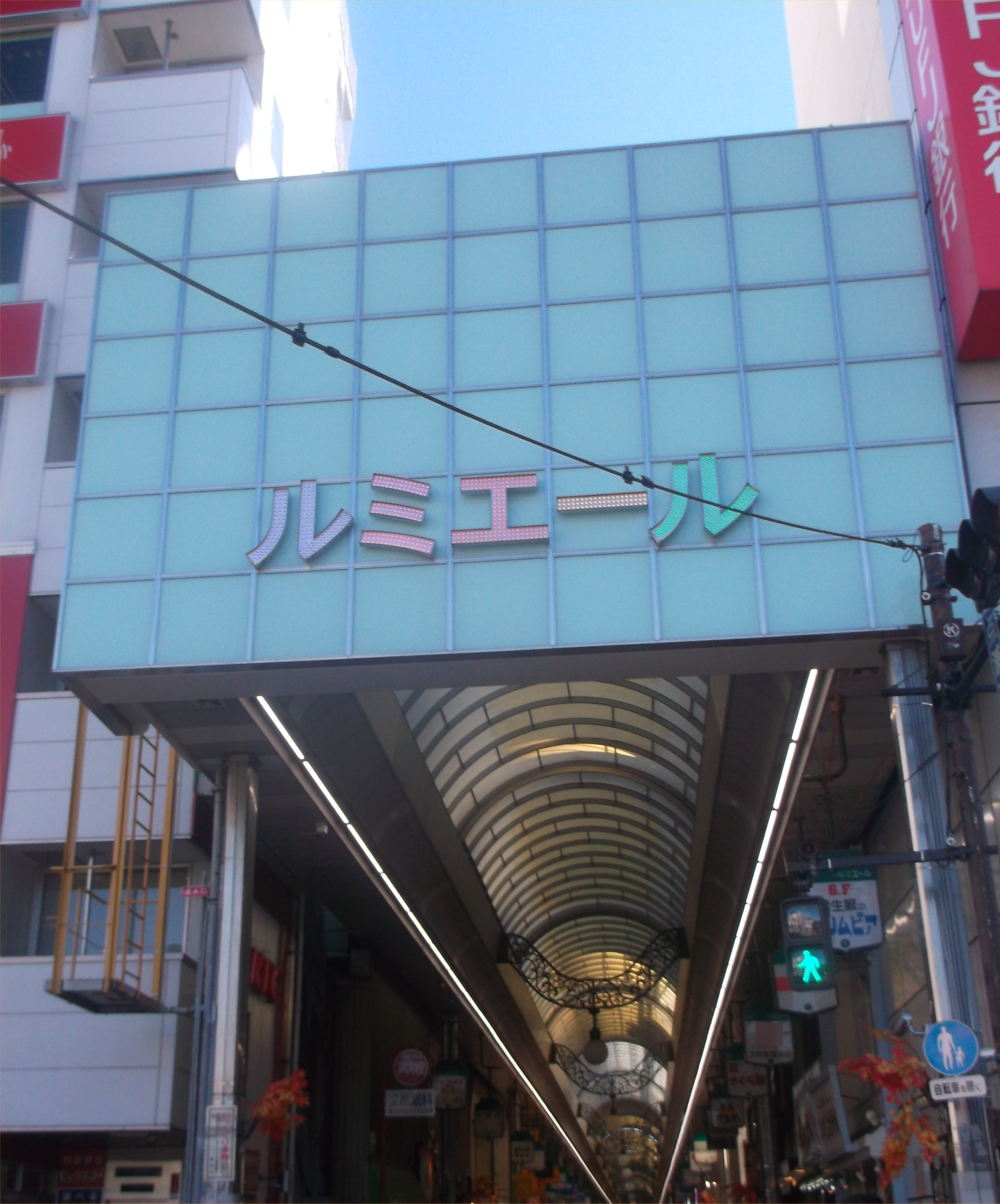
新小岩ルミエール商店街の入口（新小岩駅側）

新小岩ルミエール商店街（しんこいわルミエールしょうてんがい）は、東京都葛飾区と江戸川区にまたがる商店街である。

## 概要
JR総武本線新小岩駅南口の、東京都葛飾区新小岩1丁目から江戸川区松島3丁目にまたがり、約140店で構成されている。